# Vela nos Jogos Olímpicos de Verão de 2004 - 470 masculino
As provas masculinas da classe 470 da vela nos Jogos Olímpicos de Verão de 2004 ocorreram entre 14 e 21 de agosto daquele ano no Centro Olímpico de Vela Agios Kosmas, em Atenas, na Grécia. O programa compunha onze regatas. Para esta classe, houve 54 velejadores de 27 nações inscritas.

## Calendário
| ● | Regatas práticas | ● | Dias de competição | ● | Último dia das regatas |

| Data | Agosto | Agosto | Agosto | Agosto | Agosto          | Agosto | Agosto | Agosto | Agosto          | Agosto | Agosto | Agosto | Agosto | Agosto | Agosto | Agosto | Agosto | Agosto |
| Data | 12 Qui | 13 Sex | 14 Sáb | 15 Dom | 16 Seg          | 17 Ter | 18 Qua | 19 Qui | 20 Sex          | 21 Sáb | 22 Dom | 23 Seg | 24 Ter | 25 Qua | 26 Qui | 27 Sex | 28 Sáb | 29 Dom |
| ---- | ------ | ------ | ------ | ------ | --------------- | ------ | ------ | ------ | --------------- | ------ | ------ | ------ | ------ | ------ | ------ | ------ | ------ | ------ |
| 470  | ●      | ●      | ● ●    | ● ●    | Dia de descanso | ● ●    | ● ●    | ● ●    | Dia de descanso | ●      |        |        |        |        |        |        |        |        |

## Medalhistas
A dupla estadunidense Paul Foerster e Kevin Burnham finalizou a competição em primeiro lugar, conquistando a medalha de ouro. A prata firmou-se com os britânicos Nick Rogers e Joe Glanfield. Por fim, a medalha de bronze ficou com Kazuto Seki e Kenjiro Todoroki, do Japão.
|  | USA Estados Unidos          |  | GBR Grã-Bretanha          |  | JPN Japão                    |
|  | Paul Foerster Kevin Burnham |  | Nick Rogers Joe Glanfield |  | Kazuto Seki Kenjiro Todoroki |

## Resultados
Estes foram os resultados da competição:
| Pos.              | Velejadores                                        | Regatas | Regatas | Regatas | Regatas | Regatas | Regatas | Regatas | Regatas | Regatas | Regatas | Regatas | Pontos |
| Pos.              | Velejadores                                        | 1       | 2       | 3       | 4       | 5       | 6       | 7       | 8       | 9       | 10      | 11      | Pontos |
| ----------------- | -------------------------------------------------- | ------- | ------- | ------- | ------- | ------- | ------- | ------- | ------- | ------- | ------- | ------- | ------ |
| Medalha de ouro   | USA Paul Foerster e Kevin Burnham                  | 1       | 8       | 2       | 15      | 9       | 4       | 3       | 7       | 18      | 4       | 22      | 71     |
| Medalha de prata  | GBR Nick Rogers e Joe Glanfield                    | 2       | 3       | 9       | 4       | 17      | 5       | 2       | 3       | 10      | 19      | 22      | 74     |
| Medalha de bronze | JPN Kazuto Seki e Kenjiro Todoroki                 | 3       | 7       | 21      | 18      | 7       | 12      | 1       | 9       | 5       | 17      | 11      | 90     |
| 4                 | SWE Johan Molund e Martin Andersson                | 18      | 15      | 8       | 22      | 1       | 16      | 12      | 4       | 2       | 3       | 15      | 94     |
| 5                 | FRA Gildas Philippe e Nicolas le Berre             | 14      | 2       | 13      | 7       | 2       | 17      | 15      | 17      | 12      | 13      | 2       | 97     |
| 6                 | NED Sven Coster e Kalle Coster                     | 4       | 21      | 4       | 16      | 12      | 18      | 6       | 8       | 6       | 22      | 6       | 101    |
| 7                 | POR Álvaro Marinho e Miguel Nunes                  | 22      | 5       | 20      | 21      | 10      | 8       | 9       | 1       | 20      | 1       | 8       | 103    |
| 8                 | BRA Alexandre Paradeda e Bernardo Arndt            | 5       | 1       | 14      | 19      | 4       | 10      | 17      | 20      | 24      | 9       | 5       | 104    |
| 9                 | UKR Eugen Braslavets e Igor Matvienko              | 10      | 4       | 1       | DNF     | 8       | 7       | 18      | 12      | 13      | 24      | 9       | 106    |
| 10                | ITA Gabrio Zandona e Andrea Trani                  | 21      | 23      | 7       | 12      | 11      | 22      | 13      | 5       | 7       | 8       | 3       | 109    |
| 11                | GER Lucas Zellmer e Felix Krabbe                   | 17      | 16      | 10      | 11      | 5       | 19      | 10      | 23      | 8       | 11      | 7       | 114    |
| 12                | AUS Nathan Wilmot e Malcolm Page                   | 12      | DSQ     | 3       | 3       | 19      | 3       | 4       | 18      | 3       | 26      | OCS     | 119    |
| 13                | ARG Javier Conte e Juan de la Fuente               | 26      | 20      | 5       | 1       | 21      | 1       | 11      | 13      | 9       | 23      | 17      | 121    |
| 14                | SLO Tomaz Copi e Davor Glavina                     | 13      | 13      | 17      | 6       | 15      | 20      | 8       | 19      | 15      | 6       | 14      | 126    |
| 15                | ISR Gideon Kliger e Udi Gal                        | 19      | 12      | 6       | 8       | 23      | 9       | 5       | 11      | 23      | 12      | DSQ     | 128    |
| 16                | IRL Gerald Owens e Ross Killian                    | 11      | 14      | 16      | 14      | 14      | 14      | 19      | 16      | 4       | 16      | 10      | 129    |
| 17                | RUS Dmitry Berezkin e Mikhail Krutikov             | 8       | 17      | 26      | 17      | 18      | 21      | 16      | 6       | 14      | 14      | 1       | 132    |
| 18                | GRE Andreas Kosmatopoulos e Konstantinos Trigkonis | 9       | 6       | 11      | 9       | 16      | 2       | 23      | 15      | 21      | 20      | OCS     | 132    |
| 19                | CRO Tomislav Basic e Petar Cupac                   | 16      | 10      | 19      | 5       | 20      | 26      | 21      | 25      | 1       | 7       | 12      | 136    |
| 20                | ESP Gustavo Martinez e Dimas Wood                  | 7       | 22      | 12      | 10      | 3       | 11      | 26      | 21      | 16      | 10      | OCS     | 132    |
| 21                | POL Tomasz Stanczyk e Tomasz Jakubiak              | 24      | 11      | 25      | 2       | 13      | 25      | 7       | 14      | 22      | 18      | 21      | 157    |
| 22                | SUI Lukas Erni e Simon Bruegger                    | 20      | 25      | 18      | 20      | 6       | 24      | 20      | 27      | 11      | 15      | 4       | 163    |
| 23                | KOR Kim Daeyoung e Jung Sung-ahn                   | 6       | 19      | 24      | 25      | 26      | 27      | 24      | 2       | OCS     | 2       | 16      | 171    |
| 24                | TUR Selim Kakis e Hasan Kaan Ozgonenc              | 25      | 18      | 15      | 24      | 25      | 6       | DSQ     | 24      | 19      | 5       | 13      | 174    |
| 25                | DEN Kristian Kjærgaard e Mads Møller               | 23      | 9       | 22      | 13      | DSQ     | 15      | 25      | 22      | 17      | 27      | 18      | 191    |
| 26                | NZL Andrew Brown e Jamie Hunt                      | 27      | 24      | 23      | 23      | 22      | 13      | 14      | 10      | 26      | 25      | 20      | 200    |
| 27                | HUN Peter Czegai e Csaba Cserep                    | 15      | 26      | 27      | DNF     | 24      | 23      | 22      | 26      | 25      | 21      | 19      | 228    |

### Classificação diária

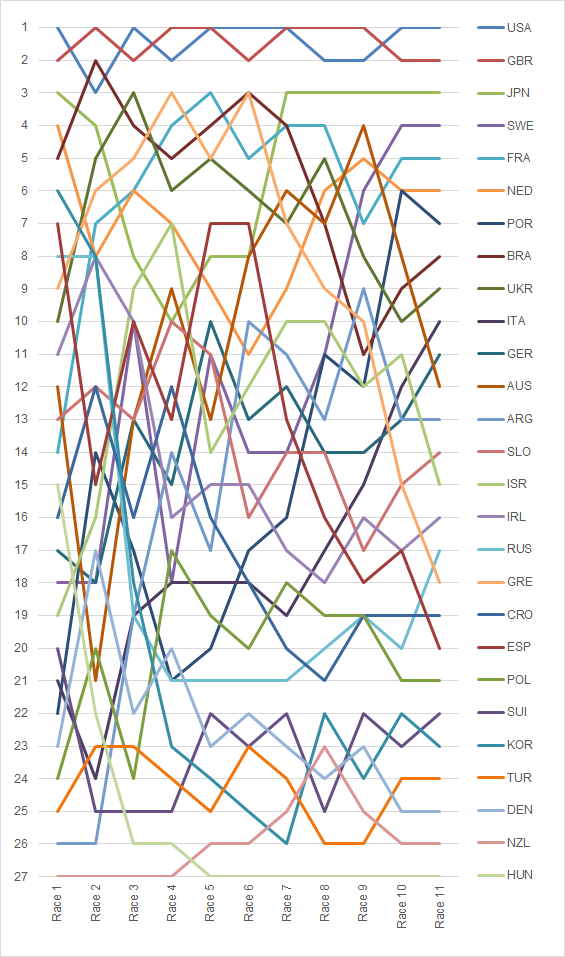
Gráfico mostrando a classificação diária na classe.